# Брандберг, Бьорн
Бьорн О́лоф Гу́став Бра́ндберг (швед. Björn Olof Gustaf Brandberg; род. 26 марта 1986) — шведский кёрлингист.
В составе мужской сборной Швеции участник чемпионата мира 2008.

## Команды
| Сезон   | Четвёртый        | Третий            | Второй          | Первый          | Запасной                                           | Турниры            |
| ------- | ---------------- | ----------------- | --------------- | --------------- | -------------------------------------------------- | ------------------ |
| 2005—06 | Бьорн Брандберг  | Olof Esbjoernsson | Педер Фольке    | Axel Ostersund  |                                                    |                    |
| 2007—08 | Андерс Краупп    | Педер Фольке      | Бьорн Брандберг | Антон Сандстрём | Матс Нюберг тренер: Стефан Хассельборг             | ЧМ 2008 (10 место) |
| 2013—14 | Olof Esbjörnsson | Бьорн Брандберг   | Lars Hagberg    | Axel Österlund  | Johan Nilemar Henrik Ekblad тренер: Anders Hörberg | ЧШМ 2014 (9 место) |
| 2015—16 | Olof Esbjörnsson | Henrik Ekblad     | Axel Österlund  | Johan Nilemar   | Бьорн Брандберг                                    | ЧШМ 2016 (9 место) |

(скипы выделены полужирным шрифтом)